# موتور أمير حسن بغ
موتور أمير حسن بغ (بالإنجليزية: Mowtowr-e Amir Hasan Beg)‏ هي منطقة سكنية تقع في سيستان وبلوتشستان في إيران.